# ライフ イズ ストレンジ トゥルー カラーズ
『ライフ イズ ストレンジ トゥルー カラーズ』（原題：Life Is Strange: True Colors）は、アメリカのゲーム会社Deck Nine Gamesが開発し、スクウェア・エニックスよりグローバル版が2021年9月10日に発売されたグラフィックアドベンチャーゲーム。日本語版は2022年2月25日発売。

## 概要
コロラド州の田舎町「ヘイブン・スプリングス」を舞台に、超常的な能力を持つ主人公アレックスと周囲の人々の物語が描かれる。日本語版キャッチコピーは「自分で選ぶから 少し人生を好きになれる」。
タイトルにナンバリングは無いが、物語デザイナーのFelice Kaunは「過去作を知らなくても本作をプレイできると、より感じて欲しかったから（あえて『True Colors』というタイトルにした）」と語っており、本作はシリーズのスピンオフといった位置づけでなく、事実上の『ライフ イズ ストレンジ 3』（新ストーリー）であるという見解を示した。
ゲーム内の世界および時間軸自体はシリーズ各作品と繋がっており、本編は2019年からスタートする。これは『ライフ イズ ストレンジ』の5年半後、『ライフ イズ ストレンジ2』の2年半後、『ライフ イズ ストレンジ ビフォア ザ ストーム』の9年後に相当する。シリーズ過去作で登場した人物や品物も一部再登場する。

### リリース状況
グローバル版は2021年9月10日リリース。音声は3言語、字幕およびUIは9言語に対応している（日本語非対応）。過去のシリーズ作とは異なり、全エピソードをまとめて販売する方式。また、Deluxe Edition、Ultimate EditionにはDLCのボーナスエピソード「Wavelengths（うつろい）」などが付属する。
日本語版は2022年2月25日に発売。リリース方式は以下のとおり。
- 音声： 日本語、ほか3言語から選択可能[4]
- 字幕 / UI： 日本語、ほか9言語から選択可能[4]
- PS4 / PS5 / Switch版： ダウンロード(DL)配信のほか、パッケージ版も販売
- Microsoft Windows(Steam) / Xbox One / Xbox Series X/S版： DL配信のみ（既に配信中のグローバル版に対して、無料で日本語化アップデートを提供）

## ゲームシステム
他のシリーズ作品同様「ポイント＆クリック」の三人称視点アドベンチャーゲームで、プレイヤーキャラクター（アレックス）を操作して様々なオブジェクトを調べたり人物と話をするなどして情報を集め、ゲームを進行させる。本作にもゲームオーバーの概念はなく、プレイヤーの選択や行動に沿って展開が変化しながらストーリーが進んでいくマルチエンディング方式。
アレックスは近くにいる他人の強い感情をオーラとして視認し、その心情を共感・吸収・操作できる不思議な能力を持っており、これを用いて町の秘密や、事件の真相を解き明かしていく。
ボーナスエピソード「Wavelengths（うつろい）」はステフを主人公に、本編の1年前を描くスピンオフ作品となっている。
本作にはライブ配信向け設定として「どの選択肢を選ぶか視聴者に投票させる」という新システムが導入されている。また、その投票結果に従うかどうか（最多投票の選択肢を自動で選ぶか、配信者が最終決定するか」を事前設定することもできる。

## 評価
本作グローバル版はアメリカ・欧州を中心に高い評価を受けた。Metacriticの集計によると、同じDeck Nine開発の『ライフ イズ ストレンジ ビフォア ザ ストーム』を上回る評価を受けている。
グローバル版のリリース後間もなく、ゲーム内（ヘイブン・スプリングスの街中）にチベット国旗（雪山獅子旗）が飾られていたことを理由に、簡体字中国語圏のプレイヤーたちによるレビューボムが発生した。

## 主な登場人物

### 主要人物
声：表記は「英語音声 / 日本語音声」各担当声優。年齢表記はゲーム初登場時点。
アレキサンドラ・チェン (Alexandra Chen)
声：エリカ・モリ、Mxmtoon（歌声） / 風間万裕子
本編のプレイヤーキャラクター。1997年7月10日生まれ、21歳のアジア系アメリカ人。本名は「アレキサンドラ」だが、ゲーム内での呼び名は「アレックス」で統一されている。
少女時代に家族の元を離れ、里親・孤児院を経てグループホームで8年間生活し、その頃に能力の発現を自覚する。その後、兄ゲイブが住むヘイブン・スプリングスで新しい生活を始めるため、町を訪れた場面から本編が始まる。
他人の感情を実感「できてしまう」能力は、以前からしばしば彼女に問題や苦しみをもたらし、その力を「自分への呪い」だと考えていた。
ガブリエル・チェン (Gabriel Chen)
声：ハン・ソト / 櫻井トオル
アレックスの兄で25歳。ゲーム内では「ゲイブ」と呼ばれている。バーテンダーで、町のバー「Black Lantern」の2階で暮らしている。
8年ぶりに再会する妹アレックスとの仲は以前から良好で、フレンドリーな性格。

### 町の人々
ライアン・ルーカン (Ryan Lucan)
声：エリック・エメリー / 唐戸俊太郎
ゲイブの親友で、25歳の男性。ヘイブン・スプリングスで生まれ育ち、現在はコロラド州立公園のパーク・レンジャー。
ステフ・ギングリッチ (Stephanie Gingrich)
声：ケイティ・ベンツ / 丸山有香
オレゴン州アルカディア・ベイのブラックウェル高校出身の25歳女性。町のレコード店「Rocky Mountain Record Traders」の店長兼ラジオDJ。過去作『ライフ イズ ストレンジ ビフォア ザ ストーム』にも登場する人物。高校卒業後はシアトルに移りパンクバンドを結成、その後ヘイブン・スプリングスへ移住した。
レズビアンで、公式プロフィールでは「TRPGへの情熱を高めてきた"オタクの女王"で創造力豊か、誇り高く、音楽的でオタク的な"Powerhouse"」と紹介されている。
ボーナスエピソード『Wavelengths（うつろい）』では主人公を務める。
ダッキー (Duckie / Reginald McCallister III)
声：ジム・ハント / 魚建
67歳の男性。本名は「レジナルド・マカリスター3世」。
ジェド・ルーカン (Jed Lucan)
声：スティーヴン・フラー・オースティン / 楠見尚己
ライアンの父で67歳。鉱山業を行うタイフォン社の工場長だったが、現在は引退し、町のバー「Black Lantern」のオーナー。
ライリー・レーテ (Riley Lethe)
声：ダニエル・レニー・ヴィヴァルタス / 近藤唯
20歳の女性。祖母エレノアが経営する花屋でアルバイトをしている。
エレノア・レーテ (Eleanor Lethe)
声：カレン・スラック /
ライリーの祖母。54歳。花屋を経営している。物忘れがひどいことに一人悩んでいる。
マック・ラウドン (John McCormick Loudon)
声：ドワイト・グラスウェル /
タイフォン社で安全管理者として働く23歳の男性。
ライリーとは学生時代から交際しているが、彼女がゲイブに浮気していると思っている。
シャーロット・ハーモン (Charlotte Harmon)
声：エクスジーニア・スコット /
町の薬局「Silver Dragon」で働いている28際の女性。ゲイブのガールフレンドで、イーサンの母。
元夫（リアム・ランバート）とは離婚している。
イーサン・ランバート (Ethan Lambert)
声：イグナシオ・ガルシア=カンテリ / 鶏冠井美智子
シャーロットの息子。10歳。母子家庭だが、実父リアムとは今でも仲が良い。
ダイアン・ジェイコブス (Diane Jacobs)
声：アナスタシア・デイビッドソン /
地質学者で、タイフォン社の管理マネージャーを務める34歳女性。アレックスよりも半年前、ワシントンD.C.から町に引っ越してきた。
パイク (Jason Pike)
声：コディ・ライマン / 武田幸史
所轄の副保安官。

## ストーリー
エピソード1："Side A"

エピソード2："Lanterns（ランタン）"

エピソード3："Monster or Mortal（光と闇）"

エピソード4："Flicker"（ゆらめき）

エピソード5："Side B"

## 音楽
下記以外にも、町のジュークボックスやレコードプレーヤーで様々な曲を聴くことができる。
ライセンス曲
1. 「Home」（ガブリエル・アプリン）
2. 「Carry You」（Novo Amor）
3. 「Don't Matter」（キングス・オブ・レオン）
4. 「Rituals」（Corre）
5. 「Scott Street」（フィービー・ブリジャーズ）
6. 「Break Apart」（Bonobo、ライ）
7. 「You」（Keaton Henson）
8. 「Finding My Way Home」（Far Caspian）
9. 「Arrows」（Haux）
10. 「Brother」（Fenne Lily）
11. 「Thank You」（ダイド）
12. 「Home Again」（マイケル・キワヌカ）
13. 「Staying」（Koda）
14. 「Lately」（メトロノミー）
15. 「Darkside」（Ape Dos Mil）
16. 「Teenage Headache Dreams -With Ellie Rowsell」（Mura Masa、Ellie Rowsell、ウルフ・アリス）
17. 「Blister in the sun」（Mxmtoon）
18. 「Creep」（Mxmtoon）

オリジナル曲
・アンガス・アンド・ジュリア・ストーン
1. 「Love Song」
2. 「Heavy Gets Light」
3. 「Living Underground」
4. 「For Remembering」- Ep.5 エンドクレジット
5. 「Take Me Home」- Ep.1 エンドクレジット
6. 「Let Me Know」
7. 「Blue」
8. 「Forever For Us」
9. 「From a Dream」
10. 「In My Arms」
11. 「When Was That」
12. 「Tears」- Ep.4 エンドクレジット

・Mxmtoon
1. 「In the darkness」- Ep.1 エンドクレジット
2. 「Every wave」- Ep.2 エンドクレジット

その他
1. 「When You Call」（Cyrus Reynolds feat.BELLSAINT）- トレーラー